# يقمر بنفسجي
يقمر بنفسجي (الاسم العلمي: Galbula chalcothorax)، هو نوع من الطيور يتبع جنس اليقمر ضمن فصيلة اليقمريات من رتبة نقاريات الشكل.